# Экономика Бразилии
Экономика Бразилии — крупнейшая экономика Латинской Америки. Страна является быстроразвивающимся индустриально-аграрным государством;
она имеет самый большой среди латиноамериканских стран экономический потенциал, однако дифференциация в доходах очень велика, как и разница в развитии восточных и западных регионов.

## Обзор
Одной из наиболее характерных черт экономики Бразилии является её крайне высокая степень внутренней закрытости, что в свою очередь порождает целый ряд проблем, одной из который является так называемая «бразильская цена» — крайне высокая стоимость товаров и ведения деловых операций при относительно низком уровне жизни большинства населения страны.
Немаловажную роль в экономики страны играет госсектор, самый крупный в Латинской Америке.

### Экономические районы
Обычно Бразилия делится на 5 экономических регионов.
- Северный
- Северо-восточный
- Южный
- Юго-восточный
- Центрально-западный

Наиболее экономически развитым является юго-восточный регион, где расположены основные экономические центры страны — Рио-де-Жанейро, Сан-Паулу и Белу-Оризонти. Сан-Паулу нередко называют локомотивом, который тянет всю экономику Бразилии. Южный — главный сельскохозяйственный регион страны, где возделывается рис, пшеница и соя. В центрально-западном регионе преобладает животноводство.

### ВВП
Ниже приведены основные экономические показатели за 1980—2017 года. Инфляция менее 5 % обозначена зелёной стрелкой.
| Год  | ВВП (ППС), млрд $ | ВВП на душу населения (ППС), $ | Рост ВВП (реальный) | Уровень инфляции, % | Безработица, % | Государственный долг, % от ВВП |
| ---- | ----------------- | ------------------------------ | ------------------- | ------------------- | -------------- | ------------------------------ |
| 1980 | 567,7             | 4787                           | ▲9,2 %              | ▲90,2 %             | н/д            | н/д                            |
| 1981 | ▲593,4            | ▲4895                          | ▼−4,4 %             | ▲101,7 %            | н/д            | н/д                            |
| 1982 | ▲633,9            | ▲5117                          | ▲0,6 %              | ▲100,6 %            | н/д            | н/д                            |
| 1983 | ▲636,5            | ▼5029                          | ▼−3,4 %             | ▲135,0 %            | н/д            | н/д                            |
| 1984 | ▲694,1            | ▲5369                          | ▲5,3 %              | ▲192,1 %            | н/д            | н/д                            |
| 1985 | ▲772,9            | ▲5856                          | ▲7,9 %              | ▲226,0 %            | н/д            | н/д                            |
| 1986 | ▲847,0            | ▲6298                          | ▲7,5 %              | ▲147,1 %            | н/д            | н/д                            |
| 1987 | ▲900,9            | ▲6563                          | ▲3,6 %              | ▲228,3 %            | н/д            | н/д                            |
| 1988 | ▲934,9            | ▲6686                          | ▲0,3 %              | ▲629,1 %            | н/д            | н/д                            |
| 1989 | ▲1002,4           | ▲7044                          | ▲3,2 %              | ▲1 430,7 %          | н/д            | н/д                            |
| 1990 | ▼996,1            | ▼6795                          | ▼−4,2 %             | ▲2 947,7 %          | н/д            | н/д                            |
| 1991 | ▲1039,9           | ▲6975                          | ▲1,0 %              | ▲432,8 %            | 10,1 %         | н/д                            |
| 1992 | ▲1057,7           | ▲6979                          | ▼−0,6 %             | ▲952,0 %            | ▲11,6 %        | н/д                            |
| 1993 | ▲1136,0           | ▲7377                          | ▲4,9 %              | ▲1 927,4 %          | ▼11,0 %        | н/д                            |
| 1994 | ▲1288,0           | ▲7850                          | ▲5,8 %              | ▲2 075,8 %          | ▼10,5 %        | н/д                            |
| 1995 | ▲1306,6           | ▲8224                          | ▲4,2 %              | ▲66,0 %             | ▼9,9 %         | н/д                            |
| 1996 | ▲1359,9           | ▲8304                          | ▲2,2 %              | ▲15,8 %             | ▲11,2 %        | н/д                            |
| 1997 | ▲1430,2           | ▲8605                          | ▲3,4 %              | ▲6,9 %              | ▲11,6 %        | н/д                            |
| 1998 | ▲1450,6           | ▼8604                          | ▲0,3 %              | ▲3,2 %              | ▲14,7 %        | н/д                            |
| 1999 | ▲1479,7           | ▲8651                          | ▲0,5 %              | ▲4,9 %              | ▬14,7 %        | н/д                            |
| 2000 | ▲1579,8           | ▲9108                          | ▲4,4 %              | ▲7,0 %              | ▼13,9 %        | 65,6 %                         |
| 2001 | ▲1638,1           | ▲9313                          | ▲1,4 %              | ▲6,8 %              | ▼12,5 %        | ▲70,1 %                        |
| 2002 | ▲1714,0           | ▲9614                          | ▲3,1 %              | ▲8,5 %              | ▲13,0 %        | ▲78,9 %                        |
| 2003 | ▲1768,2           | ▲9789                          | ▲1,1 %              | ▲14,7 %             | ▲13,7 %        | ▼73,9 %                        |
| 2004 | ▲1921,5           | ▲10 505                        | ▲5,8 %              | ▲6,6 %              | ▼12,9 %        | ▼70,2 %                        |
| 2005 | ▲2046,7           | ▲11 055                        | ▲3,2 %              | ▲6,9 %              | ▼11,4 %        | ▼68,7 %                        |
| 2006 | ▲2193,0           | ▲11 707                        | ▲4,0 %              | ▲4,2 %              | ▲11,5 %        | ▼65,9 %                        |
| 2007 | ▲2387,8           | ▲12 605                        | ▲6,1 %              | ▲3,6 %              | ▼10,9 %        | ▼63,8 %                        |
| 2008 | ▲2558,7           | ▲13 360                        | ▲5,1 %              | ▲5,7 %              | ▼9,4 %         | ▼61,9 %                        |
| 2009 | ▲2574,8           | ▼13 304                        | ▼−0,1 %             | ▲4,9 %              | ▲9,7 %         | ▲65,0 %                        |
| 2010 | ▲2802,8           | ▲14 338                        | ▲7,5 %              | ▲5,0 %              | ▼8,5 %         | ▼63,1 %                        |
| 2011 | ▲2974,8           | ▲15 070                        | ▲4,0 %              | ▲6,6 %              | ▼7,8 %         | ▼61,2 %                        |
| 2012 | ▲3088,1           | ▲15 499                        | ▲1,9 %              | ▲5,4 %              | ▼7,4 %         | ▲62,2 %                        |
| 2013 | ▲3232,4           | ▲16 079                        | ▲3,0 %              | ▲6,2 %              | ▼7,2 %         | ▼60,2 %                        |
| 2014 | ▲3307,2           | ▲16 309                        | ▲0,5 %              | ▲6,3 %              | ▼6,8 %         | ▲62,3 %                        |
| 2015 | ▼3224,3           | ▼15 769                        | ▼−3,6 %             | ▲9,0 %              | ▲8,3 %         | ▲72,6 %                        |
| 2016 | ▼3152,2           | ▼15 295                        | ▼−3,5 %             | ▲8,7 %              | ▲11,3 %        | ▲78,4 %                        |
| 2017 | ▲3240,3           | ▲15 602                        | ▲1,0 %              | ▲3,4 %              | ▲12,8 %        | ▲84,0 %                        |

- 2019 — 1,1 %[16]

## История
В 1967—1974 годах экономика росла в среднем на 10 %.
Рост цен на нефть и нефтепродукты в 1980-е привёл к тому, что расходы на импорт нефти превысили доходы страны от экспорта кофе и сахара (главных экспортных продуктов Бразилии). В результате, активизировались действия по созданию двигателя внутреннего сгорания на биотопливе, и к 1987 году в Бразилии был создан первый автомобильный двигатель, работавший на этаноле.
В 2003 году начала свою работу государственная программа Bolsa Família, направленная на сокращение бедности в стране.
В декабре 2008 президент Бразилии подписал указ о формировании «суверенного фонда благосостояния» суммой до 6 млрд долл., финансируемого за счёт профицита госбюджета (составляющего до 3,8 % ВВП). Целью фонда является обеспечение инвестиций для бразильских компаний в условиях краха внешних источников кредитования.
В 2015 году в экономике Бразилии начались серьёзные проблемы. Экономика страны оказалась в центре давления трех факторов: кризиса кредитования развивающихся рынков, проблем в Китае и изменения денежно-кредитной политики США.
Последовал экономический спад, ВВП страны по итогам 2015 года упал на 3,8 %, показав наихудшую динамику с 1981 года, когда экономика страны сократилась на 4,4 %; это привело к снижению рейтинга страны до «мусорного».

Подобная тенденция сохранилась и в 2016 г. Ситуация стала выправляться только в 2017 году.
В январе 2023 года обанкротилась крупнейшая в стране (и Латинской Америке) торговая сеть Lojas Americanas.

## Сельское хозяйство
По данным ЦРУ, в 2003 году в сельском хозяйстве Бразилии было занято 20 % работающего населения страны, а в 2011 году — 15,7 % (по оценке). 
- Министерство сельского хозяйства Бразилии

Доля сельскохозяйственной продукции в экспорте Бразилии достигает почти 1/3. По экспорту сельскохозяйственной продукции Бразилия находится на третьем месте в мире, её доля в мировом экспорте этой продукции составляет 6,1 %. 

### Сельскохозяйственные культуры
Кофе является одной из главных статей экспорта Бразилии (cм. Производство кофе в Бразилии). По его производству Бразилия стоит на 1-м месте в мире. В 2008 году собрано 2,79 млн тонн кофе. 
Также Бразилия занимает 1-е место в мире по производству сахарного тростника, из которого изготавливают сахар и этанол, используемый как топливо для автомобилей. В 2008 году собрано 648 млн тонн сахарного тростника. 
Выращиваются также кукуруза (59 млн тонн, собирается два урожая в год), рис (12 млн тонн), пшеница (5 млн тонн), какао-бобы (208 тыс. тонн), хлопчатник (3,9 млн тонн) и соя (59,9 млн тонн).

### Животноводство
Животноводство играет важную роль в сельском хозяйстве Бразилии и больше всего распространено в Центро-Западе страны. В 2002 году в стране насчитывалось 176 млн голов крупного рогатого скота, 30 млн свиней, 1050 млн голов домашней птицы и 15 млн овец. Практически во всех штатах Бразилии разводится зебу (самая распространенная порода — Nelore, ранее была распространена порода Indu-Brasil).

## Промышленность

Динамика ВВП на душу населения в странах БРИК в 1998—2009 годах, в долларах США

По данным ЦРУ, в 2003 году в промышленности Бразилии было занято 14 % работающего населения страны, а в 2011 году — 13,3 % (по оценке). Доля промышленности в ВВП составляет 26,4 %.

### Горнодобывающая промышленность
В Бразилии добываются более 40 видов полезных ископаемых.
Наиболее значимыми являются железная и марганцевая руды: добывается более 200 млн тонн железной руды в год, примерно 80 % экспортируется.
Добыча цинка, меди и никеля осуществляется для внутреннего рынка.
Бразилия — поставщик стратегического сырья: вольфрам, ниобий, цирконий, слюда и др.
В 1970-х годах в Амазонии найдены значительные запасы золота, ныне его добыча составляет примерно 80 тонн в год.
Бразилия занимает одно из первых мест в мире по добыче бокситов.
Потребности в нефти
Бразилия обеспечивает только наполовину и вынуждена импортировать её. Годовая потребность в нефти составляет 75 млн тонн.
Найдены месторождения угля, однако уголь низкого качества и его добыча составляет около 5 млн тонн в год.

### Металлургия
В стране используется древесный чугун.
В Бразилии 75,2% стали производится конвертерами, 23,6 % электропечами и 1,2 % другими процессами #(Energy Optimizing Furnace с 1989), мартенов нет.
Также имеются предприятия по выпуску алюминия.

### Обрабатывающая промышленность
Обрабатывающая промышленность занимает свыше четверти в ВВП.
Главными отраслями являются нефтепереработка и химическая промышленность (в т. ч. производство биотоплива).

### Машиностроение
Автомобильная промышленность
Ежегодно Бразилия производит более 1,5 млн автомобилей. Основными производителями автомобилей в стране являются фирмы «Скания», «Мерседес-Бенц» и «Фиат». Главным производителем автобусов является «Мерседес-Бенц».
Авиационная промышленность включает в себя две научно-исследовательские организации и четыре компании - "Embraer" (авиастроительный конгломерат, один из лидеров мирового рынка пассажирских региональных самолётов; также производит военные, административные и сельскохозяйственные самолёты), "Хелибраз" (дочерняя компания "Airbus Helicopters" - сборочное производство вертолётов, 53% компонентов импортируется), "Брвант" (производство БПЛА) и "Авибраз".

### Лёгкая промышленность
Текстильная промышленность — главная отрасль лёгкой промышленности Бразилии. По производству изделий из текстиля Бразилия занимает 6—7 место в мире. 80 % хлопка в Бразилию ввозится из-за рубежа, это объясняется низким качеством бразильского хлопка.
Развита обувная промышленность — в стране работают более четырёх тысяч обувных фабрик.

## Энергетика
Суммарные доказанные (извлекаемые) запасы энергоносителей Бразилии оцениваются в размере 6,4 млрд тут (в угольном эквиваленте), в том числе: сырая нефть — 2,8 млрд тут, природный газ — 0,5 млрд тут и уголь — 3,1 млрд тут. 
При этом Бразилия входит в число TOP-5 крупнейших стран мира по гидроэнергетическому потенциалу, занимая 4-ю позицию. 
По данным World Energy Council на конец 2008 года гидроэнергетический потенциал страны характеризуется следующими показателями [ТВт∙ч/год]: 
теоретический — 3040; 
технический — 1250 и 
экономический — 818.
За период с 1980 года суммарное конечное энергетическое потребление энергоносителей  в Бразилии увеличилось со 104,4 млн  тнэ до 254,6 млн тнэ в 2020 году или  в 2,4 раза.  Потребление  электроэнергии за этот же период возросло с 10,6 до 46,5  млн тнэ или в 4,4 раза. Если в 1980 году уровень электрификации  страны (доля потребления электроэнергии в структуре конечного энергетического потребления) составлял 10,1 %, то в 2020 году - 18,2 %.

EES EAEC. Динамика потребления электроэнергии в структуре конечного энергетического потребления энергоносителей Бразилии, 1980-2020 гг.
EES EASEC. Структура производства электроэнергии-брутто по регионам Бразилии за 2020 год, млн кВт∙ч, проценты

Национальная единая электроэнергетическая система Бразилии (SIN Brazil)  представляет собой большую систему энергетики, охватывающую 3 часовых пояса, включающую производство электроэнергии практически на всех типах электростанций с преобладанием гидроэлектростанций. 
SIN Brazil включает четыре объединенные региональные энергосистемы: Южный, Юго-Восточный, Центрально-западный и Северо-восточный, а также большей части Северного региона  страны
По данным Системного оператора (ONS) в настоящее время в Бразилии насчитывается 237 изолированных энергоузлов. Большинство из них находятся в Северном регионе, в штатах Амазонас, Амапа, Акри, Пара и Рорайма.  В числе остальных: остров Фернанду-ди-Норонья в Пернамбуку и некоторые населенные пункты Мату-Гросу . Потребление в этих местах  составляет менее 1% от общего объема. Так, в  2020 году, суммарное потребление электроэнергии в Бразилии - 472,7 ТВт∙ч, в том числе изолированные районы - 2,95 ТВт∙ч.  Потребности  этих энергоузлов в основном обеспечиваются дизельными электростанциями
По состоянию на конец  2020 года  установленная мощность электростанций страны, нетто — 174 737 МВт.
Производство электроэнергии брутто — 621 219 млн кВт∙ч.

EES EAEC.  Структура  установленной (номинальной) мощности электростанций Бразилии  по типам на конец 2020 года, МВт, (проценты)
EES EAEC. Структура производства электроэнергии-брутто в Бразилии  по источникам за 2020 год, млн кВт∙ч (проценты)

В соответствии с информацией Empresa de Pesquisa Energética (EPE) на конец 2020 года общая протяженность магистральных ВЛ SIN составила 147 692 км, в том числе:  
линий электропередачи переменного тока: 230 кВ - 56 554 км; 345 кВ -  9551 км; 440 кВ - 6909 км; 500 кВ - 47540 км и 765 кВ - 1722 км;  
линий постоянного тока: ± 600 кВ - 9544 км и ± 800 кВ - 9204 км
Показатели энергетической эффективности за 2019 год: душевое потребление валового внутреннего продукта по паритету покупательной способности (в номинальных ценах) - 36 466 долларов, душевое (валовое) потребление электроэнергии - 4655 кВт∙ч, душевое потребление электроэнергии населением - 1286 кВт∙ч. Число часов использования установленной мощности-нетто электростанций - 2419 часов.

#### Атомная энергетика
Атомная энергетика занимает около 4 % выработки электроэнергии в Бразилии. В настоящее время действуют два водо-водяных реактора на АЭС в Ангра; третий реактор, Ангра-III, с прогнозируемым выходом в 1350 МВт, планировалось завершить к 2014 года, позднее пуск был перенесен сначала на 2016, а потом 2018 год; строительство было повторно заморожено, в 2022 году возобновлено, по новому плану начало эксплуатации намечено на конец 2026 года. 
К 2025 г. Бразилия планирует построить еще семь атомных реакторов. 
Национальная атомная энергетическая комиссия Бразилии является государственным ведомством, отвечающим за ориентацию, планирование, контроль и управление ядерной программой Бразилии. 

#### Производство биотоплива

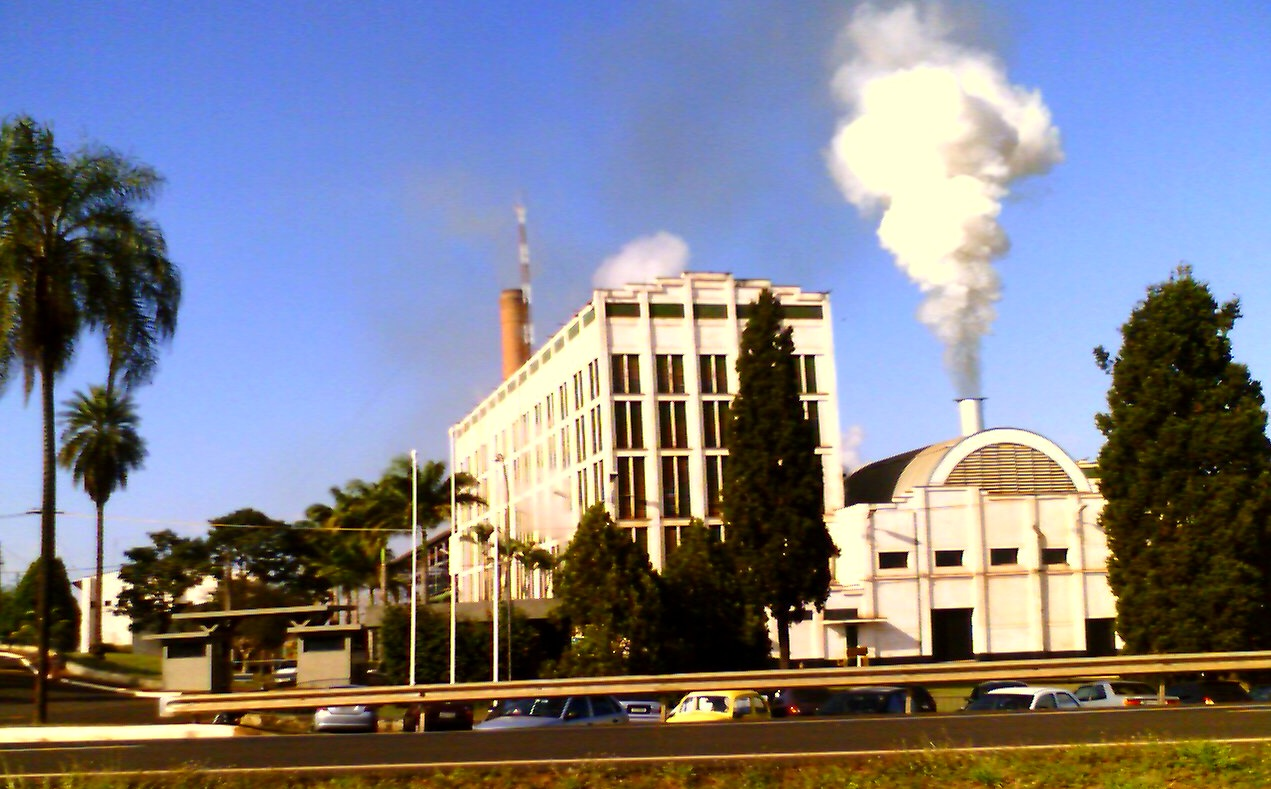
Завод по производству этанола в Сертазино, Сан-Паулу

Бразилия является крупнейшим (после США) производителем биоэтанола: в 2006 году в Бразилии было произведено 16 977 млн литров биотоплива. Этанол обеспечивает около 30 % потребностей страны в горючем. В Бразилии для заправки автомобилей используют как «чистый» этанол, так и смесь с бензином. Содержание этанола в смеси составляет 22—25 %. Также этанол (2 % от состава) добавляют в дизельное топливо.
Сырьём для производства этанола служит сахарный тростник. Технологические возможности бразильских предприятий позволяют ежегодно производить этанол на уровне 16—20 млрд литров. Развитие производства этанола из сахарного тростника позволяет сбалансировать производство сахара на мировом рынке: при снижении спроса на сахар-сырец увеличиваются объёмы переработки тростника на этанол, что позволяет сохранять объёмы выращивания культуры вне зависимости от мировой конъюнктуры рынка.

## Сфера услуг
В 2003 году, по данным ЦРУ, в сфере услуг Бразилии было занято 66 % работающего населения страны, а в 2011 году — 71 % (по оценке).

## Транспорт
Транспорт в Бразилии развит крайне неравномерно, железные дороги в основном находятся на востоке страны.
Автодороги
- всего — 1 751 868 км, в том числе
  - с твёрдым покрытием — 96 353 км
  - без твёрдого покрытия — 1 655 515 км

Аэропорты
- всего — 4276
  - с твёрдым покрытием — 714
  - без твёрдого покрытия — 3562

Железные дороги
- всего — 29 252 км, в том числе
  - с широкой колеёй — 487 км
  - стандарт — 194 км
  - с узкой колеёй — 23 785
  - остальные — 396 км

Водный транспорт
- всего — 137 судов водоизмещением 2 038 923 грт/3 057 820 дедвейт
  - сухогрузы — 21
  - нефтяные танкеры — 47
  - химические танкеры — 8
  - газовые танкеры — 12
  - пассажирские — 12
  - контейнерные — 8
  - навалочные суда — 21
  - ролкеры — 8

## Внешняя торговля Бразилии
Бразилия является активным участником мировой торговли. Страна входит в состав Всемирной торговой организации (ВТО) с самого ее основания, 1 января 1995 г. Также Бразилия является членом МЕРКОСУР — союза стран Южной Америки с целью создания единого рынка. 
Страна является одним из крупнейших экспортеров и импортеров товаров и услуг в Западном полушарии (по объему экспорта и импорта в 2017 г. она заняла 4-е место и уступала лишь США, Канаде и Мексике).
Объём экспорта товаров и услуг за рассматриваемое десятилетие[какое?] вырос на 110 %, тогда как импорт, наоборот, сократился до 86 % от изначального объема. В 2009 г. наблюдался резкий спад экспорта и импорта товаров и услуг, однако уже в 2010 г. началось восстановление показателей. Максимальное значение экспорт принимал в 2011 г. (256,0 млрд $), а далее вплоть до 2016 г. включительно вновь снижался. В то время, как импорт достиг максимального значения в 2013 г. (250,6 млрд $), превзойдя по объему экспорт товаров и услуг на 8,6 млрд $. Отрицательное внешнеторговое сальдо сохранилось и в 2014 г. А затем объем импорта товаров и услуг сокращался сильнее экспорта, что позволило восстановить положительное внешнеторговое сальдо. В 2017 г. объемы внешней торговли товаров и услуг снова начали расти.

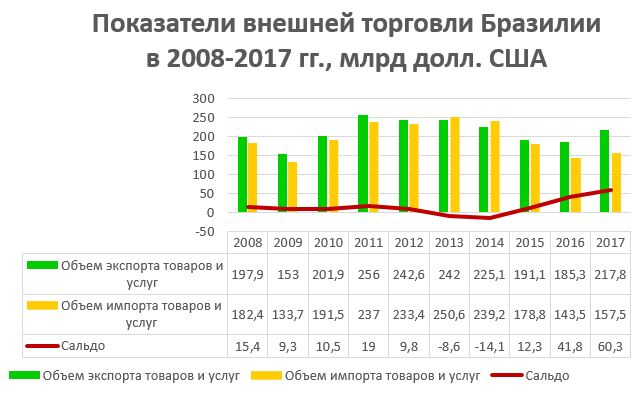

| Год                                       | Показатель | 2009  | 2010  | 2011  | 2012  | 2013  | 2014   | 2015   | 2016  | 2017 |
| ----------------------------------------- | ---------- | ----- | ----- | ----- | ----- | ----- | ------ | ------ | ----- | ---- |
| Темп прироста экспорта к предыдущему году | −22,69     | 31,96 | 26,80 | −5,23 | −0,25 | −6,98 | −15,10 | −3,04  | 17,54 |      |
| Темп прироста импорта к предыдущему году  | −26,70     | 43,23 | 23,76 | −1,52 | 7,37  | −4,55 | −25,25 | −19,74 | 9,76  |      |

| Год  | Экспортная квота |
| ---- | ---------------- |
| 2008 | 7,7              |
| 2009 | 5,9              |
| 2010 | 7,1              |
| 2011 | 8,5              |
| 2012 | 7,8              |
| 2013 | 7,4              |
| 2014 | 6,7              |
| 2015 | 5,8              |
| 2016 | 5,8              |
| 2017 | 6,7              |

| Год  | Импортная квота |
| ---- | --------------- |
| 2008 | 6,7             |
| 2009 | 4,9             |
| 2010 | 6,5             |
| 2011 | 7,6             |
| 2012 | 7,2             |
| 2013 | 7,4             |
| 2014 | 7,1             |
| 2015 | 5,2             |
| 2016 | 4,4             |
| 2017 | 4,7             |

### Внешняя торговля товарами
Экспорт товаров Бразилии варьируется с 86 % до 87 % от общего объема экспорта в 2008—2017 гг. 
Доля импорта товаров — с 58 % до 59 %. 
На протяжении многих лет США и Аргентина являются главными партнерами Бразилии по экспорту.

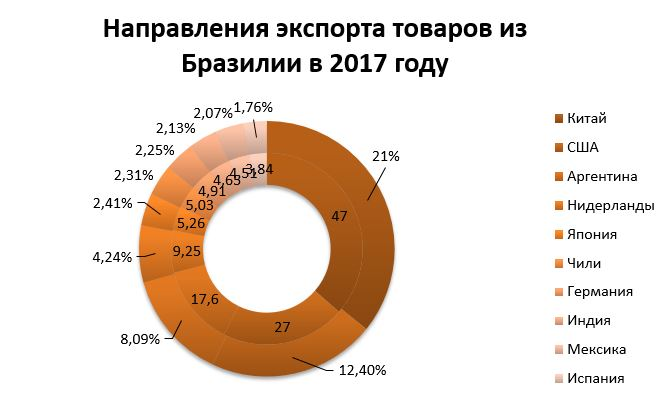
Основные направления экспорта товаров из Бразилии в 2017 г

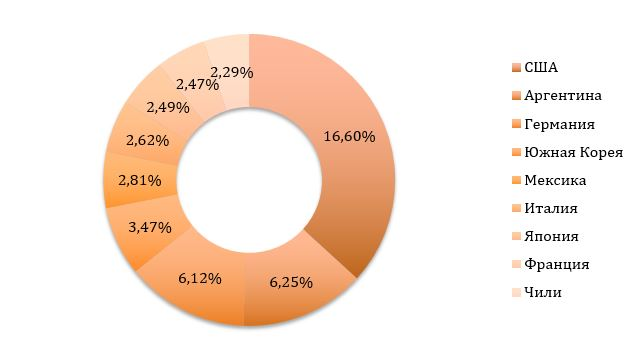
Основные направления импорта товаров в Бразилию в 2017 г

Бразилию с Китаем (в части экспорта) связывают крепкие и длительные торговые отношения; Китай сотрудничает со многими южноамериканскими странами в торгово-экономической сфере.
США — второй по объему торговый партнер Бразилии, в 2016 году товарооборот составил 46 млрд долл. Также США занимают лидирующее место по показателю прямых иностранных инвестиций — 65,3 млрд долл. Отношения между Бразилией и США не лишены противоречий, большая часть которых лежит в плоскости политики. Прежде всего, остро стоит проблема борьбы за влияние на латиноамериканском пространстве в целом: Бразилия видит себя лидером региона, однако конкурировать с США ей очень непросто — США плотнее задействована в экономическом пространстве сообщества стран Латино-Карибской Америки. Вторая проблема заключается в высокомерном отношении к Бразилии в США.
Бразилия — ключевой торговый партнёр Аргентины, она также занимает первое место в списке направлений аргентинского экспорта; на Бразилию приходится порядка 25 % всего импорта в страну. Аргентина, в свою очередь, расположилась на третьем месте после КНР и США в перечне главных импортеров из Бразилии, одновременно на нее приходится порядка 6—7 % импорта в Бразилию, что сопоставимо, например, с Германией. Номенклатура товаров, которыми обмениваются страны, чрезвычайно разнообразна, в ней так или иначе задействованы практически все сферы бразильской и аргентинской экономик. Особенное значение для товарооборота имеет машиностроение, так, 72 % всего бразильского экспорта автомобилей потребляет именно Аргентина.
В 2010 году произошёл рост экспорта и импорта товаров из-за больших притоков капиталов в экономику Бразилии.
В 2014 году произошёл спад в импорте и экспорте из-за того, что началась девальвация бразильского реала к доллару США. Спад производства в Бразилии и её финансовые проблемы усугубились экономическим спадом в Китае, главном торговом партнёре Бразилии. Но уже к 2017 г. ситуация стабилизировалась.
В 2017 году основная часть (21 %) экспорта товаров из Бразилии была направлена в Китай (47 млрд $).
Другими важными направлениями экспорта товаров из Бразилии в 2017 году стали:
США — 12,4 % (27 млрд $),
Аргентина — 8,09 % (17,6 млрд $),
Нидерланды —  4,24 % (9,25 млрд $).
Основная часть (18,1 %) импорта товаров в Бразилию в 2017 г. была направлена из Китая (27 млрд $). Другими важными источниками импорта товаров в Бразилию в 2017 г. стали:
США — 16,6 % (25 млрд),
Аргентина — 6,25 % (9,43 млрд),
Германия — 6,12 % (9,22 млрд).
| Год                                                          | 2008 | 2009 | 2010 | 2011 | 2012 | 2013 | 2014 | 2015 | 2016 | 2017 |
| ------------------------------------------------------------ | ---- | ---- | ---- | ---- | ---- | ---- | ---- | ---- | ---- | ---- |
| Общий показатель объема экспорта, млрд $                     | 198  | 153  | 202  | 256  | 243  | 242  | 225  | 191  | 185  | 218  |
| Доля экспорта товаров к общему показателю объема экспорта, % | 85,6 | 87,7 | 87,2 | 87,4 | 86,5 | 87,3 | 88,2 | 88,1 | 88,4 | 87,9 |
| Общий показатель объема импорта, млрд $                      | 182  | 133  | 191  | 237  | 233  | 251  | 239  | 179  | 144  | 158  |
| Доля импорта товаров к общему показателю объема импорта, %   | 57,7 | 59,7 | 67,7 | 68,3 | 66,8 | 66,7 | 65,8 | 61,5 | 55,4 | 58,3 |

#### Основные товарные позиции
| Товары                         | 2008  | 2009  | 2010  | 2011  | 2012  | 2013  | 2014  | 2015  | 2016  | 2017  |
| ------------------------------ | ----- | ----- | ----- | ----- | ----- | ----- | ----- | ----- | ----- | ----- |
| Масличные семена и плоды       | 23,30 | 14,45 | 30,84 | 44,22 | 33,22 | 23,03 | 23,50 | 21,21 | 19,56 | 26,01 |
| Руды                           | 18,73 | 11,57 | 11,18 | 16,53 | 17,68 | 25,08 | 28,40 | 16,69 | 15,82 | 22,40 |
| Минеральное топливо            | 11,10 | 16,27 | 23,41 | 21,62 | 21,42 | 22,40 | 25,20 | 16,55 | 11,58 | 21,22 |
| Средства наземного транспорта  | 12,29 | 9,90  | 11,88 | 13,72 | 13,77 | 14,09 | 9,81  | 9,60  | 10,97 | 14,72 |
| Мясо                           | 5,70  | 8,46  | 12,14 | 13,76 | 12,58 | 14,79 | 15,42 | 13,08 | 12,66 | 13,95 |
| Машины и оборудование          | 14,67 | 8,06  | 11,08 | 14,08 | 13,88 | 12,89 | 12,73 | 11,36 | 11,65 | 13,85 |
| Сахар и кондитерские изделия   | 12,55 | 8,57  | 12,95 | 15,15 | 13,03 | 12,01 | 9,62  | 7,78  | 10,59 | 11,57 |
| Железо и сталь                 | 12,85 | 6,72  | 8,39  | 12,01 | 10,71 | 8,37  | 9,61  | 8,93  | 7,89  | 10,76 |
| Целлюлоза                      | 6,89  | 11,88 | 17,58 | 11,52 | 15,48 | 5,19  | 5,30  | 5,60  | 5,58  | 6,36  |
| Остатки пищевой промышленности | 4,69  | 4,88  | 5,04  | 5,99  | 6,90  | 7,14  | 7,36  | 6,17  | 5,54  | 5,39  |

Приведенные выше товарные позиции являются ведущими в экспорте Бразилии. 
За 2008—2017 гг. страна больше всего экспортировала масличные семена и плоды, прочие семена. Второе место по объему экспорта занимала руда: на нее пришлось 10,3 % от общего объема экспорта в 2017 году. Наиболее значимыми являются железная и марганцевая руды. По этой группе товаров наблюдался рост экспорта на 41,6 % за период 2008—2016 гг. Тройку лидеров экспорта замыкает минеральное топливо: Бразилия является крупным производителем нефти и минеральное топливо было самой быстрорастущей экспортной категорией, увеличившись в 2017 г. на 83,3 % по сравнению с 2016 годом. Переработкой сырья занимается бразильская нефтегазовая компания Petrobras. 
Таким образом, сырьевые товары или сельскохозяйственная продукция занимают львиную долю всего экспорта.
| Товары                                 | 2008  | 2009  | 2010  | 2011  | 2012  | 2013  | 2014  | 2015  | 2016  | 2017  |
| Машины и оборудование                  | 25,65 | 18,87 | 29,95 | 41,97 | 40,19 | 45,81 | 45,04 | 24,92 | 15,14 | 21,55 |
| Минеральное топливо, минеральные масла | 34,29 | 21,02 | 28,55 | 33,71 | 34,68 | 28,28 | 27,03 | 20,38 | 16,94 | 20,73 |
| Электрическое оборудование             | 19,97 | 15,59 | 22,25 | 26,40 | 25,49 | 35,76 | 31,89 | 24,81 | 21,12 | 17,40 |
| Средства наземного транспорта          | 12,88 | 11,46 | 17,28 | 22,62 | 21,31 | 22,42 | 19,47 | 13,57 | 9,96  | 11,24 |
| Органические химические соединения     | 8,41  | 6,97  | 8,44  | 9,40  | 9,92  | 10,74 | 10,69 | 9,29  | 8,33  | 8,44  |
| Инструменты и аппараты оптические      | 5,99  | 3,90  | 4,94  | 9,14  | 8,58  | 8,89  | 8,44  | 6,60  | 6,00  | 7,33  |
| Пластмассы и изделия из них            | 5,76  | 4,79  | 6,52  | 8,10  | 7,97  | 7,42  | 7,43  | 6,46  | 6,39  | 6,56  |
| Фармацевтическая продукция             | 4,28  | 4,48  | 6,09  | 6,50  | 6,84  | 8,85  | 8,85  | 7,12  | 5,92  | 6,53  |
| Удобрения                              | 9,30  | 4,88  | 6,10  | 6,30  | 6,47  | 7,14  | 6,76  | 5,55  | 4,76  | 4,86  |
| Химические продукты                    | 2,61  | 2,42  | 3,01  | 3,76  | 4,05  | 4,97  | 5,41  | 4,65  | 3,81  | 4,11  |

На основе приведённых выше данных можно сделать вывод о том, что Бразилия всё ещё является страной, которая сильно зависит от импорта высокотехнологичной продукции. Сырьевые товары занимают второе место по объему импорта товаров.
Основная доля всей импортируемой в Бразилию продукции приходится на машины и оборудование (14 % от общего объема импорта за 2017 г.), минеральное топливо (13 %) и электрическое оборудование (11 % от общего объема).

### Внешняя торговля услугами
На международной арене Бразилия, в первую очередь, выступает в качестве экспортера и импортера различной продукции: сырьевых материалов или же готовых изделий. Однако сфера услуг также играет существенную роль во внешней торговле Бразилии.
Экспорт услуг в период с 2008 по 2017 г. составлял в среднем 16,4 %, варьируясь от 15,4 % и до 18,0 %, от общего показателя экспорта, в то время как доля импорта услуг в среднем составляла 35,5 %. 

В 2017 г. Бразилия заняла 26-е место в мире по объему экспорта товаров и услуг (217,8 млрд $) и такое же место по объему импорта товаров и услуг (157,5 млрд долл.). В 2017 г. в рейтинге стран по объему экспорта услуг Бразилия занимала 34-е место, главным образом обгоняя другие страны Латинской Америки — Аргентину, Венесуэлу, Гондурас, но при этом отставая от развитых стран-лидеров списка —  США, Великобритании, Германии. Однако, в рейтинге стран по объему импорта услуг Бразилия находилась на 22 месте с показателем — 68,3 млрд $, что на 44 % больше показателя 2008 г.
| Год                                                        | 2008  | 2009  | 2010  | 2011  | 2012  | 2013  | 2014  | 2015  | 2016  | 2017  |
| Общий показатель объема экспорта, млрд $                   | 197,9 | 153,0 | 201,9 | 256,0 | 242,6 | 242,0 | 225,1 | 191,1 | 185,3 | 217,8 |
| Доля экспорта услуг к общему показателю объема экспорта, % | 15,4  | 18,1  | 15,3  | 14,5  | 16,1  | 15,7  | 17,8  | 17,7  | 18,0  | 15,8  |
| Общий показатель объема импорта, млрд $                    | 182,4 | 133,7 | 191,5 | 237,0 | 233,4 | 250,6 | 239,2 | 178,8 | 143,5 | 157,5 |
| Доля импорта услуг к общему показателю объема импорта, %   | 25,8  | 35,1  | 31,7  | 31,3  | 33,8  | 33,7  | 36,8  | 39,5  | 44,4  | 43,4  |

В период 2008—2017 гг. объём импорта услуг превышал соответствующий показатель экспорта примерно в 2 раза. Это связано с тем, что Бразилия — развивающаяся страна, согласно классификации ООН, и ей требуется постоянно удовлетворять растущие потребности, связанные со сферой услуг. Импортируя большое количество услуг из более развитых стран, таких как, США, Германия и Великобритания (см. 2,2), Бразилия сможет поддерживать развитие собственных «невидимых» операций. Эта идея подтверждается на примере развития компьютерных и информационных услуг Бразилии: в сравнении с 2008 годом доход от экспорта этих услуг вырос в 3,4 раза, чему поспособствовал импорт таких услуг в размере 2,9—5,2 млрд долл.
США, Германия, Франция, Великобритания и Нидерланды являются крупнейшими постоянными поставщиками услуг для Бразилии.
| Страна         | Импорт Бразилии | Импорт Бразилии | Импорт Бразилии | Импорт Бразилии | Импорт Бразилии | Импорт Бразилии | Импорт Бразилии | Импорт Бразилии | Импорт Бразилии | Импорт Бразилии |
| Страна         | 2007            | 2008            | 2009            | 2010            | 2011            | 2012            | 2013            | 2014            | 2015            | 2016            |
| США            | 10 058          | 12 788          | 13 572          | 18 405          | 23 270          | 25 093          | 26 808          | 28 707          | 27 646          | 24 338          |
| Германия       | 1524            | 2041            | 2048            | 2344            | 2779            | 2708            | 2966            | 2956            | 2709            | 2395            |
| Франция        | —               | 2351            | 2081            | —               | 2969            | 2680            | 3090            | 3095            | 2301            | 1958            |
| Нидерланды     | —               | —               | —               | 4898            | 5556            | 3001            | 2688            | 2310            | 1814            | 1688            |
| Португалия     | —               | 903             | 841             | 1169            | 1392            | 1413            | 1488            | 1473            | 1076            | 1559            |
| Италия         | —               | 2031            | 1414            | 1473            | 1653            | 1770            | 1978            | 1885            | 1429            | 1540            |
| Великобритания | 1183            | 1530            | 1225            | 1656            | 2503            | 2750            | 1985            | 2348            | 2441            | 1389            |
| Дания          | 797             | 918             | 632             | 755             | 771             | 894             | 1001            | 897             | 671             | 569             |
| Канада         | 364             | 390             | 427             | 431             | 462             | 582             | 599             | 556             | 497             | 501             |
| Швеция         | 184             | 356             | 298             | 308             | 659             | 489             | 634             | 514             | 390             | 227             |

| №  | Страна         | Доля |
| 1  | США            | 38,0 |
| 2  | Германия       | 3,7  |
| 3  | Франция        | 3,0  |
| 4  | Нидерланды     | 2,6  |
| 5  | Португалия     | 2,4  |
| 6  | Италия         | 2,4  |
| 7  | Великобритания | 2,2  |
| 8  | Дания          | 0,9  |
| 9  | Канада         | 0,8  |
| 10 | Швеция         | 0,4  |

| Страна         | Экспорт Бразилии | Экспорт Бразилии | Экспорт Бразилии | Экспорт Бразилии | Экспорт Бразилии | Экспорт Бразилии | Экспорт Бразилии | Экспорт Бразилии | Экспорт Бразилии | Экспорт Бразилии |
| Страна         | 2007             | 2008             | 2009             | 2010             | 2011             | 2012             | 2013             | 2014             | 2015             | 2016             |
| США            | 3499             | 4514             | 4703             | 5143             | 6959             | 7498             | 7679             | 8265             | 7834             | 6797             |
| Китай          | —                | —                | —                | —                | —                | —                | —                | —                | 3560             | 3442             |
| Нидерланды     | —                | —                | —                | 1103             | 1272             | 988              | 1089             | 1236             | 2519             | 1885             |
| Франция        | —                | 1131             | 772              | —                | 1202             | 966              | 1172             | 1875             | 1431             | 1273             |
| Испания        | —                | —                | —                | —                | —                | —                | —                | 819              | 831              | 767              |
| Италия         | —                | 938              | 956              | 983              | 1104             | 1088             | 887              | 896              | 668              | 736              |
| Великобритания | 575              | 869              | 727              | 800              | 644              | 820              | 618              | 663              | 723              | 550              |
| Португалия     | —                | 437              | 373              | 600              | 699              | 613              | 524              | 541              | 457              | 429              |
| Дания          | 334              | 408              | 298              | 327              | 452              | 431              | 446              | 410              | 334              | 352              |
| Канада         | 144              | 156              | 167              | 277              | 271              | 276              | 284              | 239              | 243              | 232              |

| №  | Страна         | Доля |
| 1  | США            | 20,4 |
| 2  | Китай          | 10,3 |
| 3  | Нидерланды     | 5,6  |
| 4  | Франция        | 3,8  |
| 5  | Испания        | 2,3  |
| 6  | Италия         | 2,2  |
| 7  | Великобритания | 1,6  |
| 8  | Португалия     | 1,2  |
| 9  | Дания          | 1,1  |
| 10 | Канада         | 0,7  |

Одним из ключевых пунктов являются отношения с США. США — важнейший партнёр для Бразилии в торговле услугами. Об этом говорит тот факт, что с 2007 по 2016 год объёмы импорта и экспорта Бразилии с США увеличились на 141 % и 94 % соответственно. Это связано с подписанием некоторых договоров, подразумевавших расширение сотрудничества непосредственно в сфере услуг и в связанных с ней областях. 

Во-первых, подписание договора по открытому небу («OpenSkies») в 2011 году, открывающий просторы для будущих путешествий людей с целью отдыха и по бизнесу в обе стороны, а также расширение партнёрства отдельных компаний, занимающихся воздушными пассажиро- и грузоперевозками. 

Во-вторых, упрощение получения визы США в Бразилии (программа «eVisa»), она предполагала снижение стоимости получения на 75 % и доставку в течение 3—5 дней. 

В-третьих, подписание в 2011 году договора о развитии экономического сотрудничества (Agreement on Trade and Economic Cooperation). Он подразумевал стирание барьеров в сфере услуг и ставил перед собой задачу объединить крупнейших игроков на рынке услуг Северной и Южной Америки. 

Все указанные факторы и привели к такому значительному увеличению объёмов торговли услугами в обе стороны.
Также отсутствует какая-либо закономерность географической структуры торговли услугами Бразилии, исходящей из расположения стран-партнеров. Закономерность заключается в географической обширности международных связей Бразилии в плане импорта и экспорта услуг. Из стран, с которыми Бразилия ведёт наиболее тесное сотрудничество в этой сфере, только США и Канада представляют Американский континент. В то время как другие государства представляют Евразию. Однако при этом сохраняется закономерность торговли услугами с развитыми странами, что обуславливается той же причиной, что и в сфере торговли товарами: Бразилия, как развивающаяся страна, вынуждена черпать необходимое из других более развитых стран, которые и преобладают в структуре экспорта и импорта услуг.

#### Основные товарные позиции

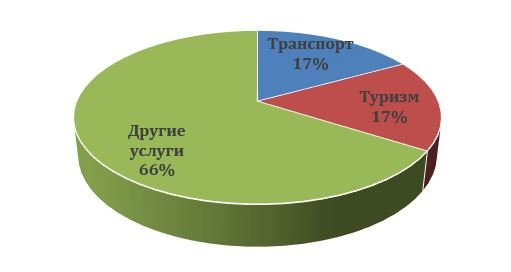
Структура экспорта услуг Бразилии в 2017 г.

На основе рисунка 4 можно сделать вывод, что услугами, приносящими наибольшую долю дохода, являлись транспортные и туристические услуги — их совместная доля составляла примерно 35 % от общего объема экспорта услуг.
В сфере транспортных услуг наибольший вес имел морской транспорт. В 2017 году количество функционирующих морских портов, принимающих грузовые судна, Бразилии составило 15 шт. Главным образом порты расположены вдоль Атлантического побережья.
Уровень дохода от туристических услуг (см. Туризм в Бразилии) колебался в пределах 5,3—6,8 млрд долл., что обусловлено тем, что в период 2008—2017 гг. число прибытий в Бразилию не опускалось ниже показателя послекризисного 2009 г. — 4,8 млн посещений в год. 
В сфере туристических услуг, по данным 2017 г., доля дохода, получаемого от приезжающих в страну частных лиц, составляла 73 % от общего объема экспорта туристических услуг.
Компьютерные и информационные услуги лидировали в разделе экспорта иных услуг, так как Бразилия стремительными темпами развивает IT-сферу, и на 2017 г. являлась пятым по величине рынком информационно-коммуникационных технологий в мире: более 1,5 млн человек вовлечено в данную сферу, а на территории страны находится более 40 крупнейших технологических центров.
| Услуги        | Услуги                       | Экспорт услуг | Экспорт услуг | Экспорт услуг | Экспорт услуг | Экспорт услуг | Экспорт услуг | Экспорт услуг | Экспорт услуг | Экспорт услуг | Экспорт услуг |
| Услуги        | Услуги                       | 2008          | 2009          | 2010          | 2011          | 2012          | 2013          | 2014          | 2015          | 2016          | 2017          |
| ВСЕГО         | ВСЕГО                        | 30 451        | 27 728        | 30 800        | 37 106        | 39 136        | 38 010        | 39 965        | 33 778        | 33 300        | 34 478        |
| Транспорт     | Всего                        | 5425          | 4065          | 4940          | 5834          | 5441          | 5456          | 5844          | 4956          | 5058          | 5790          |
| Транспорт     | Морской транспорт            | 4576          | 3283          | 4037          | 4819          | 4517          | 4422          | 4536          | 3942          | 3765          | 4698          |
| Транспорт     | Воздушный транспорт          | 675           | 612           | 645           | 753           | 689           | 762           | 1023          | 789           | 986           | 808           |
| Транспорт     | Другие виды транспорта       | 160           | 145           | 225           | 230           | 205           | 217           | 232           | 194           | 185           | 227           |
| Туризм        | Всего                        | 5785          | 5305          | 5261          | 6095          | 6378          | 6474          | 6843          | 5844          | 6024          | 5809          |
| Туризм        | Бизнес-туризм                | 84            | 70            | 1600          | 2171          | 2209          | 2241          | 2151          | 1556          | 1522          | 1512          |
| Туризм        | Туризм частных лиц           | 5701          | 5235          | 3661          | 3924          | 4169          | 4233          | 4692          | 4288          | 4502          | 4297          |
| Другие услуги | Всего                        | 19 240        | 18 359        | 20 599        | 25 177        | 27 317        | 26 081        | 27 279        | 22 978        | 22 219        | 22 879        |
| Другие услуги | Комп. и информац. услуги     | 641           | 538           | 611           | 523           | 732           | 708           | 1446          | 1571          | 1804          | 2186          |
| Другие услуги | Государственные услуги       | 1628          | 1483          | 1527          | 1774          | 1743          | 1668          | 919           | 789           | 733           | 802           |
| Другие услуги | Страхование                  | 828           | 373           | 416           | 505           | 541           | 473           | 669           | 988           | 784           | 688           |
| Другие услуги | Финансовые услуги            | 1238          | 1570          | 1699          | 2478          | 2460          | 2743          | 1176          | 742           | 739           | 679           |
| Другие услуги | Услуги, связанные с товарами | 0             | 0             | 25            | 18            | 11            | 16            | 374           | 450           | 370           | 471           |

В 2017 г. 
туристические услуги занимали наибольший вес — 28 % от общего объема импортных услуг; 
на втором месте находился импорт транспортных услуг — 10,8 млрд $, наибольшую часть также составляли морские перевозки. Но импортные воздушные перевозки также обладали серьезным весом; по количеству аэропортов Бразилия занимает 2-е место (после США), что позволяет принимать большое количество воздушных судов как национальных, так и иностранных.

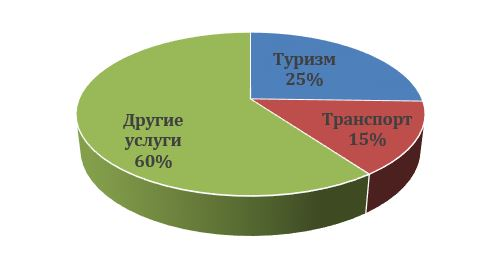
Структура импорта услуг Бразилии в 2017 г.

| Услуги        | Услуги                       | Импорт услуг | Импорт услуг | Импорт услуг | Импорт услуг | Импорт услуг | Импорт услуг | Импорт услуг | Импорт услуг | Импорт услуг | Импорт услуг |
| Услуги        | Услуги                       | 2008         | 2009         | 2010         | 2011         | 2012         | 2013         | 2014         | 2015         | 2016         | 2017         |
| ВСЕГО         | ВСЕГО                        | 47 140       | 46 974       | 60 828       | 74 149       | 78 984       | 84 383       | 88 072       | 70 723       | 63 747       | 68 329       |
| Транспорт     | Всего                        | 10 408       | 7 968        | 11 079       | 13 796       | 13 839       | 14 831       | 14 541       | 10 620       | 8 788        | 10 765       |
| Транспорт     | Морской транспорт            | 7385         | 5381         | 7353         | 9159         | 9058         | 9719         | 9269         | 7001         | 5533         | 6066         |
| Транспорт     | Воздушный транспорт          | 2806         | 2414         | 3447         | 4347         | 4490         | 4800         | 4963         | 3395         | 3080         | 4484         |
| Транспорт     | Другие виды транспорта       | 213          | 172          | 277          | 289          | 290          | 310          | 305          | 222          | 174          | 208          |
| Туризм        | Всего                        | 10 962       | 10 898       | 15 965       | 20 802       | 22 039       | 25 028       | 25 567       | 17 357       | 14 497       | 19 002       |
| Туризм        | Бизнес-туризм                | 508          | 375          | 4027         | 5060         | 5126         | 5267         | 5852         | 4425         | 4014         | 5256         |
| Туризм        | Туризм частных лиц           | 10 455       | 10 524       | 11 938       | 15 742       | 16 913       | 19 761       | 19 715       | 12 932       | 10 483       | 13 746       |
| Другие услуги | Всего                        | 25 770       | 28 108       | 33 765       | 39 524       | 43 084       | 44 480       | 47 765       | 42 551       | 40 279       | 38 354       |
| Другие услуги | Комп. и информац. услуги     | 3083         | 2960         | 3775         | 4238         | 4756         | 5208         | 3670         | 3340         | 3248         | 3859         |
| Другие услуги | Государственные услуги       | 2744         | 2899         | 3015         | 3164         | 3153         | 3329         | 2157         | 1834         | 2296         | 2036         |
| Другие услуги | Страхование                  | 1665         | 1815         | 1529         | 1717         | 1535         | 1549         | 1451         | 1321         | 1337         | 1358         |
| Другие услуги | Финансовые услуги            | 1145         | 1612         | 1491         | 1635         | 1686         | 1434         | 992          | 1024         | 889          | 704          |
| Другие услуги | Услуги, связанные с товарами | 0            | 0            | 19           | 26           | 22           | 43           | 200          | 196          | 182          | 208          |

### Тарифное регулирование
| Продукт                             | 2008  | 2009  | 2010  | 2011  | 2012  | 2013  | 2014  | 2015  | 2016  | 2017  |
| Промышленные товары, руды и металлы | 14,02 | 14,53 | 14,64 | 14,63 | 14,65 | 14,63 | 14,66 | 14,65 | 14,64 | 14,66 |
| Руды и металлы                      | 5,71  | 5,71  | 5,71  | 5,70  | 5,70  | 5,70  | 5,70  | 5,70  | 5,70  | 5,70  |
| Промышленные товары                 | 14,58 | 15,11 | 15,24 | 15,23 | 15,24 | 15,23 | 15,26 | 15,24 | 15,24 | 15,27 |
| Химическая продукция                | 8,07  | 8,05  | 8,04  | 8,00  | 8,00  | 7,96  | 7,98  | 7,97  | 7,97  | 7,97  |
| Машины и транспортное оборудование  | 13,71 | 13,74 | 13,71 | 13,71 | 13,75 | 13,82 | 13,84 | 13,83 | 13,82 | 13,77 |
| Прочие промышленные товары          | 17,59 | 18,56 | 18,80 | 18,80 | 18,81 | 18,81 | 18,85 | 18,83 | 18,83 | 18,89 |

В период 2008—2017 гг. по большей части продуктов тарифная ставка режима наибольшего благоприятствования практически не изменилась или изменилась несущественно. Больше всего изменилась тарифная ставка на прочие промышленные товары (на 1,3 процентных пункта).
Так как Бразилия входит в состав МЕРКОСУР, она применяет Общий внешний тариф МЕРКОСУР. Однако для каждого государства-члена Общего рынка существует список изъятий из общего таможенного тарифа, что продиктовано политическими и экономическими соображениями, например, необходимость защиты местной промышленности, отношения со страной-импортером. Так, Бразилия установила более высокие тарифы, чем ее партнеры по МЕРКОСУР на ряд товаров, в том числе транспортное оборудование, химические вещества и фармацевтические препараты.
| Группы товаров                       | Тарифная ставка режима наибольшего благоприятствования | Тарифная ставка режима наибольшего благоприятствования | Тарифная ставка режима наибольшего благоприятствования |
| Группы товаров                       | Средняя ставка                                         | Без пошлины, % тарифных линий                          | Максимальная ставка                                    |
| Животные продукты                    | 8,3                                                    | 6,5                                                    | 16,0                                                   |
| Молочные продукты                    | 18,3                                                   | 0,0                                                    | 28,0                                                   |
| Фрукты, овощи, растения              | 10,0                                                   | 5,5                                                    | 55,0                                                   |
| Кофе, чай                            | 13,8                                                   | 0,0                                                    | 35,0                                                   |
| Зерновые                             | 10,7                                                   | 14,7                                                   | 20,0                                                   |
| Жиры и масла                         | 8,0                                                    | 10,8                                                   | 20,0                                                   |
| Сахар и кондитерские изделия         | 16,5                                                   | 0,0                                                    | 20,0                                                   |
| Напитки и табачные изделия           | 17,1                                                   | 1,7                                                    | 27,0                                                   |
| Хлопок                               | 6,4                                                    | 0,0                                                    | 8,0                                                    |
| Другие сельскохозяйственные продукты | 7,7                                                    | 8,9                                                    | 14,0                                                   |
| Рыба и рыбные продукты               | 10,3                                                   | 3,3                                                    | 32,0                                                   |
| Минералы и металлы                   | 10,1                                                   | 7,1                                                    | 25,0                                                   |
| Нефть                                | 0,4                                                    | 97,2                                                   | 20,0                                                   |
| Химикаты                             | 8,0                                                    | 1,3                                                    | 20,0                                                   |
| Дерево, бумага и пр.                 | 10,4                                                   | 2,6                                                    | 18,0                                                   |
| Текстиль                             | 23,3                                                   | 0,0                                                    | 35,0                                                   |
| Одежда                               | 35,0                                                   | 0,0                                                    | 35,0                                                   |
| Кожа, обувь и пр.                    | 16,1                                                   | 0,6                                                    | 35,0                                                   |
| Электрические машины                 | 14,2                                                   | 11,9                                                   | 25,0                                                   |
| Транспортное оборудование            | 19,2                                                   | 10,0                                                   | 35,0                                                   |
| Обрабатывающая промышленность        | 15,2                                                   | 9,4                                                    | 35,0                                                   |

Таможенный тариф Бразилии основан на принципе эскалации, то есть уровень таможенного обложения иностранных товаров дифференцирован в зависимости от степени переработки: если сырье (средняя пошлина — 7,0 %) и полуфабрикаты (средняя пошлина — 9,6 %) ввозятся беспошлинно или с минимальной пошлиной, то пошлины на готовые изделия могут достигать максимальных значений (средняя пошлина — 14,1 %). Самые распространенные ставки в бразильском таможенном тарифе от 10 % до 15 %, на этот диапазон приходится 28 % от общего количества тарифных линий. Около 8 % тарифных линий не облагаются пошлиной. Беспошлинный ввоз применяется в отношении импорта определенного круга товаров, национальное производство которых либо отсутствует, либо недостаточно для удовлетворения потребностей национальной экономики. Под действие данного режима подпадает ввоз основного массива сырьевых товаров, в частности нефть и нефтепродукты.

## Финансы
- Бразильский рейс
- Крузейро
- Новый крузейро
- Крузейро реал (1993—1994)
- Крузадо

### Банковская система
Banco do Brasil — центральный банк страны.
Банк Caixa Econômica Federal проводит крупнейшую в Бразилии лотерею Mega Sena.

## Доходы населения
По данным Бразильского института географии и статистики (БИГС), количество семей, ежемесячные доходы которых составляют менее 190 реалов, в 2007 году было равно 14,1 млн. Доля домохозяйств, находящихся за чертой бедности, снизилась с 31,8 % в 2002 году до 23,5 % в 2007 году. БИГС считает, что к таким изменениям привела начатая в 2003 году государственная программа Bolsa Família, направленная на сокращение бедности в стране.
В 2007 году на 20 % самой богатой части населения приходилось 59,7 % доходов, а в 2001 году — 63,7 %. Вместе с тем доля доходов 20 % беднейших слоёв населения увеличилась с 2,6 % в 2001 году до 3,2 % в 2007 году. В Юго-восточном и Южном регионах большинство домашних хозяйств в 2007 году имело доход на душу населения от одного до двух минимальных размеров оплаты труда (28,3 % и 31,5 % соответственно). В Центрально-западном, Северном и Северо-восточном регионах — между 1/2 и одним минимальным размером оплаты труда (29,3 %, 29,1 % и 28,4 %, соответственно).
С 1 января 2020 минимальный размер оплаты труда в Бразилии составляет 1039 реалов (256,09 $). С 1 января 2022 минимальный размер оплаты труда в Бразилии составляет 1212 реалов (217,52 $).